# Jonathan Vaal
Jonathan Vaal (Puebla de Zaragoza, Puebla; 30 de noviembre de 2004) es un futbolista mexicano, juega como Portero y su equipo actual es el Querétaro F.C. de la Liga MX.

## Trayectoria
Formación en Club Tijuana
Empezó jugando en 2019 con las fuerzas básicas de los Xolos de Tijuana, teniendo actividad en algunas categorías.

### Dorados de Sinaloa
Posteriormente a mediados de 2023 se incorpora a Dorados de Sinaloa luego de haber jugado los 2 partidos de titular en Xolos Sub-23, debutando como el portero titular el 22 de julio de 2023 ante Correcaminos de la UAT.

### Querétaro Fútbol Club
Para el Apertura 2024 llegaría al equipo de los Gallos Blancos de Querétaro, siendo registrado con el equipo sub-23.

## Estadísticas
Actualizado al último partido disputado el 10 de abril de 2024.
| Club             | Div.          | Temporada     | Liga  | Liga  | Copas nacionales | Copas nacionales | Copas internacionales | Copas internacionales | Total | Total |
| Club             | Div.          | Temporada     | Part. | Goles | Part.            | Goles            | Part.                 | Goles                 | Part. | Goles |
| ---------------- | ------------- | ------------- | ----- | ----- | ---------------- | ---------------- | --------------------- | --------------------- | ----- | ----- |
| Dorados · México | 1.ª           | 2024          | 26    | -53   | —                | —                | —                     | —                     | 26    | -53   |
| Dorados · México | Total club    | Total club    | 26    | -53   | 0                | 0                | 0                     | 0                     | 26    | -53   |
| Total carrera    | Total carrera | Total carrera | 26    | -53   | 0                | 0                | 0                     | 0                     | 26    | -53   |